# Mojtaba Abedini
Mojtaba Abedini Shourmasti (persană مجتبی عابدینی شورمستی; n. 11 august 1984, Teheran, Iran) este un scrimer iranian specializat pe sabie.
S-a calificat la proba individuală de sabie la Jocurile Olimpice din 2012 de la Londra prin turneul zonal de la Wakayama. Astfel a devenit primul scrimer iranian să participe la Jocurile Olimpice. A fost învins în turul întâi de românul  Florin Zalomir.

## Legături externe
- en Mojtaba Abedini la Olympedia.org